# Возмутители спокойствия
«Возмутители спокойствия» или «Терромания» (англ. The Rebel Rousers) — боевик с Джеком Николсоном в главной роли. Снят в 1967, выпущен в прокат в 1970 году.

## Тэглайн фильма
They laid waste to the flesh and blood of America’s daughters.

## Сюжет
Преуспевающий архитектор и его беременная подруга хотят помириться и едут в маленький прибрежный городок. В романтической обстановке на пляже Пол Коллиер предполагает сделать предложение руки и сердца Карен. Одновременно в городок приезжает байкеры из мотоклуба «The Rebels», которые внешним видом и вызывающе агрессивным поведением источают угрозу для мирных жителей. Среди байкеров Пол встречает своего школьного товарища Дж. Дж. Вестона. Поначалу паре кажется, что благодаря этому обстоятельству им не грозят никакие неприятности. Но одному из байкеров по прозвищу Банни очень понравилась Карен. Он избивает Пола до беспамятства. Джей-Джей пытается уберечь жену своего старого приятеля от беды, и предлагает организовать соревнование — гонки на байках — в котором на кону стоит Карен. Банни приходит к финишу первым, хотя выигрывает подлостью и коварством, и дело переходит к драке между ним и Джей-Джеем. Ситуацию спасает толпа горожан, вовремя прибежавших с вилами и дробовиками наперевес для спасения пары.

## В ролях
- Кэмерон Митчелл — Пол Коллиер
- Брюс Дерн — Джей Джей Вестон
- Дайан Ладд — Карен
- Джек Николсон — Банни
- Гарри Дин Стэнтон — Рэндольф Халверсон
- Нейл Нефью[англ.] — Бунтарь
- Роберт Дикс — Мигель
- Сид Лоуренс — горожанин